# 圣尼古拉主教座堂 (匹兹堡)
希腊正教会圣尼古拉主教座堂（Saint Nicholas Greek Orthodox Cathedral）位于美国宾夕法尼亚州匹兹堡奥克兰社区南Dithridge街419号，由建筑师托马斯·汉纳设计，建于1904年。第一公理会建造并使用到1921年， 自1923年以来属于希腊正教会。目前，它是希腊正教美国总教区的一部分，和希腊正教会匹兹堡都主教区的驻地。这个古典复兴风格的教堂建筑在1982年被列入匹兹堡历史地标名录。
在建筑上，该堂在Walter C. Kidney的《地标建筑：匹兹堡和阿勒格尼县》（1985）一书中描述为：
希腊爱奥尼亚柱式的门廊用砂岩建造，是对一个自1923年以来属于希腊正教会的教堂的全面和适当的介绍。它的外部有大的圆形窗户，没有其他的象征意义。但内部有丰富的绘画和马赛克。内部值得注意的是穹顶画《全能者基督》，背景是金色叶子，金属和马赛克的圣像，以及细致描绘在皇家门上的孔雀。该堂艺术品还有绘画《圣母子》和壁画《最后的晚餐》。